# USS Sinclair (DD-275)
USS Sinclair (DD-275) là một tàu khu trục lớp Clemson được Hải quân Hoa Kỳ chế tạo vào cuối Chiến tranh Thế giới thứ nhất. Nó là chiếc tàu chiến duy nhất của Hải quân Hoa Kỳ được đặt theo tên Thiếu tướng Hải quân Arthur Sinclair (1780-1831), người tham gia cuộc Chiến tranh 1812. Sinclair ngừng hoạt động năm 1929 và bị tháo dỡ năm 1935 nhằm tuân thủ quy định hạn chế vũ trang của Hiệp ước Hải quân London thứ hai.

## Thiết kế và chế tạo
Sinclair được đặt lườn vào ngày 15 tháng 10 năm 1918 tại xưởng tàu Squantum Victory Yard của hãng Bethlehem Shipbuilding Corporation ở Squantum, Massachusetts. Nó được hạ thủy vào ngày 2 tháng 6 năm 1919, được đỡ đầu bởi bà George Barnett, cháu nội Thiếu tướng Sinclair; và được đưa ra hoạt động vào ngày 8 tháng 10 năm 1919 dưới quyền chỉ huy của Hạm trưởng, Thiếu tá Hải quân C. S. Roberts.

## Lịch sử hoạt động
Sau khi hoàn tất chạy thử máy, Sinclair rời Newport, Rhode Island vào ngày 17 tháng 1 năm 1920 để đi đến vùng biển Caribe. Từ ngày 7 đến ngày 25 tháng 2 năm 1920, nó tuần tra ngoài khơi bờ biển Honduras và Guatemala vào lúc diễn ra bất ổn chính trị tại các nước này. Từ ngày 13 đến ngày 18 tháng 3, nó trợ giúp vào các nỗ lực cứu hộ chiếc tàu ngầm H-1 bị mắc cạn ngoài khơi đảo Santa Margarita, California. Sau đó nó gia nhập Hạm đội Thái Bình Dương cho các hoạt động ngoài khơi San Diego, California.
Vào ngày 9 tháng 7 năm 1920, Sinclair đón lên tàu Bộ trưởng Hải quân và Tổng tư lệnh Hạm đội Thái Bình Dương Hoa Kỳ tại Seattle, Washington cho một chuyến đi thị sát các cảng Alaska và British Columbia. Bộ trưởng Hải quân chuyển sang chiếc thiết giáp hạm Idaho (BB-42) vào ngày 18 tháng 7, và vị Tổng tư lệnh sang chiếc New Mexico (BB-40) sau khi quay trở về đến Puget Sound vào ngày 12 tháng 8. Chiếc tàu khu trục sau đó hoạt động ngoài khơi San Diego cho đến khi được cho xuất biên chế và đưa về lực lượng dự bị tại đây vào ngày 25 tháng 5 năm 1920.
Vào ngày 27 tháng 9 năm 1923, Sinclair được cho nhập biên chế để thay thế cho một trong số bảy tàu khu trục bị mất trong vụ Thảm họa Honda Point vào ngày 8 tháng 9 năm 1923. Sau khi chạy thử máy tại San Diego, nó lên đường đi về phía Nam cùng Hạm đội Chiến trận vào tháng 1 năm 1924, băng qua kênh đào Panama vào ngày 17 tháng 1, và tham gia các cuộc thực hành trong đợt tập trung hạm đội tại vùng biển Caribe từ ngày 25 tháng 1 đến ngày 5 tháng 4. Sau khi quay trở về San Diego vào ngày 22 tháng 4, nó được đại tu tại Xưởng hải quân Puget Sound từ ngày 3 tháng 5 đến ngày 13 tháng 6, và sau một chuyến viếng thăm ngắn đến San Diego, nó gia nhập trở lại hạm đội tại khu vực Puget Sound cho chuyến đi thực tập mùa Hè. Nó hoạt động ngoài khơi San Diego từ ngày 1 tháng 10 năm 1924 đến ngày 3 tháng 4 năm 1925, được đại tu tại Xưởng hải quân Puget Sound từ ngày 12 tháng 4 đến ngày 19 tháng 6, và gia nhập trở lại hạm đội tại Trân Châu Cảng vào ngày 27 tháng 6.
Vào ngày 1 tháng 7 năm 1925, Sinclair khởi hành từ Hawaii cùng Hạm đội Chiến trận cho một chuyến viếng thăm thiện chí đến khu vực Tây Nam Thái Bình Dương, ghé thăm Melbourne, Australia; Auckland và Wellington, New Zealand cùng American Samoa trước khi quay trở về San Diego vào ngày 26 tháng 9. Nó rời San Diego vào ngày 1 tháng 2 năm 1926 để tham gia thực tập hạ đội tại vùng kênh đào, quay trở về vào ngày 6 tháng 3. Từ ngày 15 tháng 3 đến ngày 30 tháng 4, nó được sửa chữa tại Bremerton, Washington, và nó rời San Diego vào ngày 21 tháng 6 cùng Hạm đội Chiến trận cho đợt thực tập mùa Hè ngoài khơi Puget Sound, vốn kéo dài cho đến ngày 1 tháng 9.
Lại khởi hành từ San Diego cùng Hạm đội Chiến trận vào ngày 17 tháng 2 năm 1927, Sinclair băng qua kênh đào Panama vào ngày 4 tháng 3 để tham gia các cuộc thực tập tại vùng biển Caribe cho đến ngày 13 tháng 4. Vào ngày 24 tháng 4, nó quay trở lại San Diego rồi tiếp tục đi đến Bremerton, Washington để sửa chữa vốn kéo dài từ ngày 4 tháng 5 đến ngày 28 tháng 6 năm 1927. Nó trải qua mùa Hè làm nhiệm vụ huấn luyện quân nhân dự bị tại khu vực Puget Sound trước khi quay trở về San Diego vào ngày 9 tháng 9.
Sinclair được đại tu tại Xưởng hải quân Puget Sound từ ngày 26 tháng 3 đến ngày 9 tháng 5 năm 1928, rồi gia nhập trở lại hạm đội tại Trân Châu Cảng vào ngày 16 tháng 5 để thực tập. Quay trở lại San Diego vào ngày 23 tháng 6, nó lại lên đường vào ngày 5 tháng 7 để thực hành mùa Hè ở phía Bắc, kéo dài cho đến ngày 18 tháng 8. Từ ngày 1 tháng 9 năm 1928 đến ngày 15 tháng 1 năm 1929, nó hoạt động ngoài khơi San Diego; và từ ngày 27 tháng 1 đến ngày 21 tháng 2 đã tham gia cuộc tập trận Vấn đề Hạm độ IX ngoài khơi Panama. Nó dự định được cho đại tu tại Xưởng hải quân Puget Sound vào ngày 17 tháng 3 năm 1929, nhưng lại được lệnh xuất biên chế. Sau khi quay về San Diego vào ngày 8 tháng 4 năm 1929, nó xuất biên chế tại đây vào ngày 1 tháng 6 năm 1929.
Vào ngày 22 tháng 11 năm 1930, Sinclair được cải tạo thành một tàu mục tiêu và đổi tên thành Light Target (IX-37). Tuy nhiên, do bị hư hỏng nồi hơi, việc cải biến nó thành một tàu mục tiêu bị hủy bỏ, và nó được thay thế bởi chiếc Kilty (DD-137). Nó lấy lại tên cũ vào ngày 24 tháng 4 năm 1931 và ký hiệu tàu khu trục vào ngày 11 tháng 8 năm 1931. Sinclair được cho rút khỏi danh sách Đăng bạ Hải quân vào ngày 5 tháng 6 năm 1935 và bị bán cho hãng Learner and Rosenthal ở Oakland, California vào ngày 30 tháng 8 năm 1935 để tháo dỡ.